# Yatagarasu (Romanreihe)
Yatagarasu (jap. 八咫烏) ist eine japanische Romanreihe von Chisato Abe, die seit 2012 erscheint und seither in mehrere andere Medien umgesetzt wurde. Adaptionen als Manga und Anime wurden international veröffentlicht.

## Inhalt
Im Reich Yamauchi leben die Yatagarasu, Krähenwesen mit drei Beinen, die menschliche Gestalt annehmen können. Die meisten leben dauerhaft in menschlicher Form und bilden die Gesellschaft des Landes, während manche in ihrer Form als riesenhafte Krähe als Sklaven gehalten werden, die schwere Arbeiten ausführen und zum Reiten und Fliegen dienen. Das Land ist neben dem Zentrum mit dem Kaiserpalast nach den Himmelsrichtungen und Jahreszeiten in vier Teile geteilt. Erreicht ein Prinz ein entsprechendes Alter, entsenden die Herrscher jedes der Landesteile ein Mädchen als mögliche Braut. Ein Jahr lang sollen diese im Palast um den Prinzen werben, ehe dieser eine von ihnen als Kaiserin wählt. Der aktuelle Prinz, genannt Wakamiya, ist jedoch als einfältig verschrien. Er hat sich aus dem Hofleben zurückgezogen und ist viel durch das Land gereist. Doch er wird auch als Kin‘u angesehen, als wahrer Erbe des Kaiserthron, der nur alle paar Generationen mit besonderen Kräften ausgestattet erscheint. Seine Mutter aus dem Süden will eigentlich lieber den Zweitgeborenen Natsuka auf dem Thron sehen. So entspinnen sich am Hofe Verschwörungen bis hin zu Attentaten sowohl zwischen den Bewerberinnen um die Hand des Wakamiya als auch um dessen Thronfolge.
Im Norden ist der Junge Yukiya, Sohn eines Dorfältesten, dem Adel ins Auge gefallen, da er mit seinem Gerechtigkeitssinn immer wieder Ärger verursacht. Als Prinz Natsuka zu Besuch ist, wird Yukiya ihm mitgesandt, um beim Wakamiya zu dienen. Yukiya will lieber in seiner Heimat bleiben, aber auch die stattdessen angedrohte Mönchsausbildung auf jeden Fall vermeiden. So geht er mit und wird zum Diener des Wakamiya – zu seiner Überraschung ist er mit Sumio dabei nur zu zweit. Der junge Mann ist ein Kindheitsfreund des Wakamiya. Alle anderen Diener haben wegen der Eigenarten des Prinzes innerhalb kurzer Zeit aufgegeben. Yukiya aber arbeitet hart und erlangt das Vertrauen des Wakamiya, während der ihn immer wieder für unorthodoxe Aufträge einspannt.

## Literarische Veröffentlichungen
Die von Chisato Abe geschriebene Reihe erschien in Japan bisher mit zehn Bänden:
- Karasu ni Hitoe wa Niawanai (烏に単は似合わない), 26. Juni 2012
- Karasu wa Aruji o Erabanai (烏は主を選ばない), 10. Juli 2013
- Kin no Karasu (黄金の烏), 23. Juli 2014
- Kūkan no Karasu (空棺の烏), 29. Juli 2015
- Tamayori Hime (玉依姫), 21. Juli 2016
- Iyasaka no Karasu (弥栄の烏), 28. Juli 2017
- Rakuen no Karasu (楽園の烏), 3. September 2020
- Tsuioku no Karasu (追憶の烏), 23. August 2021
- Karasu no Midoriba (烏の緑羽), 7. Oktober 2022
- Mochizuki no Karasu (望月の烏), 22. Februar 2024

Darüber hinaus erschienen zwei Nebengeschichten:
- Karasu Hyakka: Hotaru no Shō (烏百花 蛍の章), 10. Mai 2018
- Karasu Hyakka: Shirayuri no Shō (烏百花 白百合の章), 26. April 2021

Zum Band Karasu wa Aruji o Erabanai erschien ab Juni 2018 eine erste Adaption als Manga, gezeichnet von Natsumi Matsuzaki. Die Kapitel wurden erst im Online-Magazin Comic Days veröffentlicht, wo die Serie im April 2020 abgeschlossen wurde. Danach veröffentlichte der Verlag Kodansha den Manga gesammelt in vier Bänden. Ein zweiter Manga erscheint seit Mai 2020, zunächst in einzelnen Kapiteln im Magazin Evening. Er wechselte zu Dezember 2021 ins Comic Days. Kodansha bringt die Serie auch in bisher fünf Sammelbänden heraus. Die erste Serie erschien in englischer Übersetzung bei K Manga.

## Anime-Umsetzung
Die Adaption als Anime-Fernsehserie entstand bei Studio Pierrot unter der Regie von Yoshiaki Kyōgoku und nach Drehbüchern von Yukiko Yamamuro. Die Geschichte basiert, wie die Mangas, auf dem zweiten Band der Romanreihe. Das Charakterdesign wurde von Takumo Norita adaptiert, die künstlerische Leitung lag bei Shinji Matsuura und für die Kameraführung war Shiho Imaizumi verantwortlich. Tonregie führte Yuji Tange.
Der Anime wurde erstmals im Oktober 2023 angekündigt. Die Serie startete am 6. April 2024 bei NHK. Die letzte Folge wurde am 21. September 2024 gezeigt. Ab dem 13. April 2024 werden die je 25 Minuten langen Folgen auf der Plattform Crunchyroll auch international veröffentlicht, mit Untertiteln unter anderem auf Deutsch, Englisch, Französisch und Spanisch.

### Synchronisation
| Rolle    | japanische Stimme (Seiyū) |
| -------- | ------------------------- |
| Wakamiya | Miyu Irino                |
| Yukiya   | Mutsumi Tamura            |
| Asebi    | Rina Honnizumi            |
| Natsuka  | Satoshi Hino              |
| Sumio    | Eiji Takeuchi             |

### Musik
Die Musik der Serie wurde komponiert von Eishi Segawa. Das Vorspannlied ist Poi von Saucy Dog und für den Abspann verwendete man das Lied Tokoshie von Akiko Shikata.